# Carrosserie Hess
Ne doit pas être confondu avec Hess (entreprise).
 (septembre 2023).
Si vous disposez d'ouvrages ou d'articles de référence ou si vous connaissez des sites web de qualité traitant du thème abordé ici, merci de compléter l'article en donnant les références utiles à sa vérifiabilité et en les liant à la section « Notes et références ».
Carrosserie Hess AG est un constructeur suisse d'autobus, de trolleybus, de bus à motorisation hybride ainsi que d'équipements spécialisés de transformation pour véhicules utilitaires et légers.

## Histoire
L'entreprise est fondée en 1882 par Heinrich Hess lorsqu'il a créé un atelier de charronnerie et une forge. Cette entreprise est restée entre les mains de la famille durant 5 générations avant de devenir une Société Anonyme en 1948. Hess fabriquait autrefois également des carrosseries automobiles et équipe l'Armée suisse en véhicules utilitaires depuis des décennies. La navette COBUS développée par Hess est utilisée dans la plupart des aéroports dans le monde.

## Bus électriques
En 2023, la société a remporté deux marchés pour ses bus électriques avec stations de recharges, le premier pour la livraison de 127 bus électriques articulés à la ville de Lyon et le deuxième pour les TPG à Genève, pour 121 véhicules électriques simples articulés et double articulés. Ces bus pourront circuler en partie sur des lignes sans caténaires, en mode batterie, les véhicules se rechargent via des stations de recharge rapide ainsi qu'aux terminus des lignes.

## Exploitation
| Pays      | Ville       | Exploitant | Numéros de parc             | Quantité    | Années de livraison     | Observations - Particularités                                                         |
| --------- | ----------- | ---------- | --------------------------- | ----------- | ----------------------- | ------------------------------------------------------------------------------------- |
| Allemagne | Solingen    | SWS        | 951-965                     | 15          | 2008 - 2009             | 15 Swisstrolley 3 (nouveau design)                                                    |
| France    | Limoges     | TCL        | 901 à 904                   | 4           | 2012 - 2013             | 4 Swisstrolley 4                                                                      |
| France    | Lyon        | TCL        | 1711-1717 et 2001-2034      | 7 + 34      | 1999 et 2021            | 7 Eurotrolley MAN/Kiepe/Hess NMT 222 et 34 LighTram 19 DC.                            |
| France    | Nantes      | TAN        | 201 à 222                   | 22          | 2019                    | 22 LighTram 4                                                                         |
| France    | Nancy       | STAN       | 1 à 25                      | 25          | 2025                    | 25 LighTram, mise en service prévue au printemps 2025                                 |
| Pays-Bas  | Arnhem      | Breng      | 5234-5242                   | 9           | 2009                    | 9 Swisstrolley 3 (nouveau design)                                                     |
| Suisse    | Zurich      | VBZ        | 144-161 et 61-77            | 18+17       | 2007 - 2008             | 18 Swisstrolley 3 (nouveau design) et 17 LighTram 3 (nouveau design)                  |
| Suisse    | Bienne      | TPB/VB     | 81-90 et 51-60              | 10 + 10     | 1998 et 2008            | 10 Swisstrolley 2 et 10 Swisstrolley 3 (nouveau design)                               |
| Suisse    | Neuchâtel   | TN         | 131-150                     | 20          | 2010 - 2011             | 20 Swisstrolley 3 (nouveau design)                                                    |
| Suisse    | Genève      | TPG        | 731-768 et 781-790          | 38 + 10     | 2004 - 2006             | 38 Swisstrolley 3 et 10 LighTram 3                                                    |
| Suisse    | Lausanne    | TL         | 831-865,866-892             | 35 + 27     | 2010 - 2011 / 2012-2013 | 35 Swisstrolley 3 (nouveau design) + 27 Swisstrolley 4                                |
| Suisse    | Fribourg    | TPF        | 513-521 et 522-533          | 9 + 12      | 2004 et 2010            | 21 Swisstrolley 3 (dont 12 nouveau design)                                            |
| Suisse    | Lucerne     | VBL        | 201-210, 211-226 et 231-233 | 10 + 16 + 3 | 2004/2007, 2009 et 2007 | 10 Swisstrolley 3 (ancien design), 16 Swisstrolley 3 (nouveau design) et 3 LighTram 3 |
| Suisse    | Saint-Gall  | VBSG       | 171-187 et 191-197          | 17 + 7      | 2008 - 2010             | 17 Swisstrolley 3 (nouveau design) et 7 LighTram 3 (nouveau design)                   |
| Suisse    | Winterthur  | SBW        | 101-121                     | 21          | 2011                    | 21 Swisstrolley 3 (nouveau design)                                                    |
| Suisse    | Schaffhouse | VBSH       | 101                         | 2           | 2010 - 2011             | 2 Swisstrolley 3 (nouveau design)                                                     |

## Hess en France
Le réseau de Lyon possède 7 trolleybus de marque MAN/Kiepe/Hess (NMT 222) et le  réseau de Limoges a commandé 4 exemplaires du Hess Swisstrolley 4 afin de poursuivre le renouvellement de son parc de trolleybus d'ici 2012-2013.
En 2017, Nantes Métropole commande 20 exemplaires du E-Busway, véhicule de 24 mètres de long entièrement électrique remplaçant sa flotte de bus articulés Mercedes-Benz Citaro circulant une ligne 4 de Busway saturée. À la rentrée de 2019, le premier véhicule circule sur cette ligne.
En décembre 2020, le réseau TCL de la Métropole de Lyon reçoit le 1er des 34 Hess LighTram 19 DC commandés. Les premiers véhicules sont mis en service commercial sur la ligne C13 dès le 26 avril 2021.
Hess reçoit sa plus grande commande de trolleybus le 8 décembre 2022, avec 250 Hess LighTram 19 DC dont 120 fermes commandés par le SYTRAL pour le réseau de Lyon.
Nancy a commandé 25 trolleybus Light Tram 25 IMC pour remplacer ses TVR, livrés à partie de mars 2024, et pour une mise en service au printemps 2025.
En 2022, Clermont-Ferrand a commandé 40 Light tram 19 TOSA pour ses deux nouvelles lignes de BHNS dans le cadre du projet Inspire.
En 2023, la ville de Lyon a signé un contrat pour l'achat de 127 bus articulés électriques en France.

## Galerie

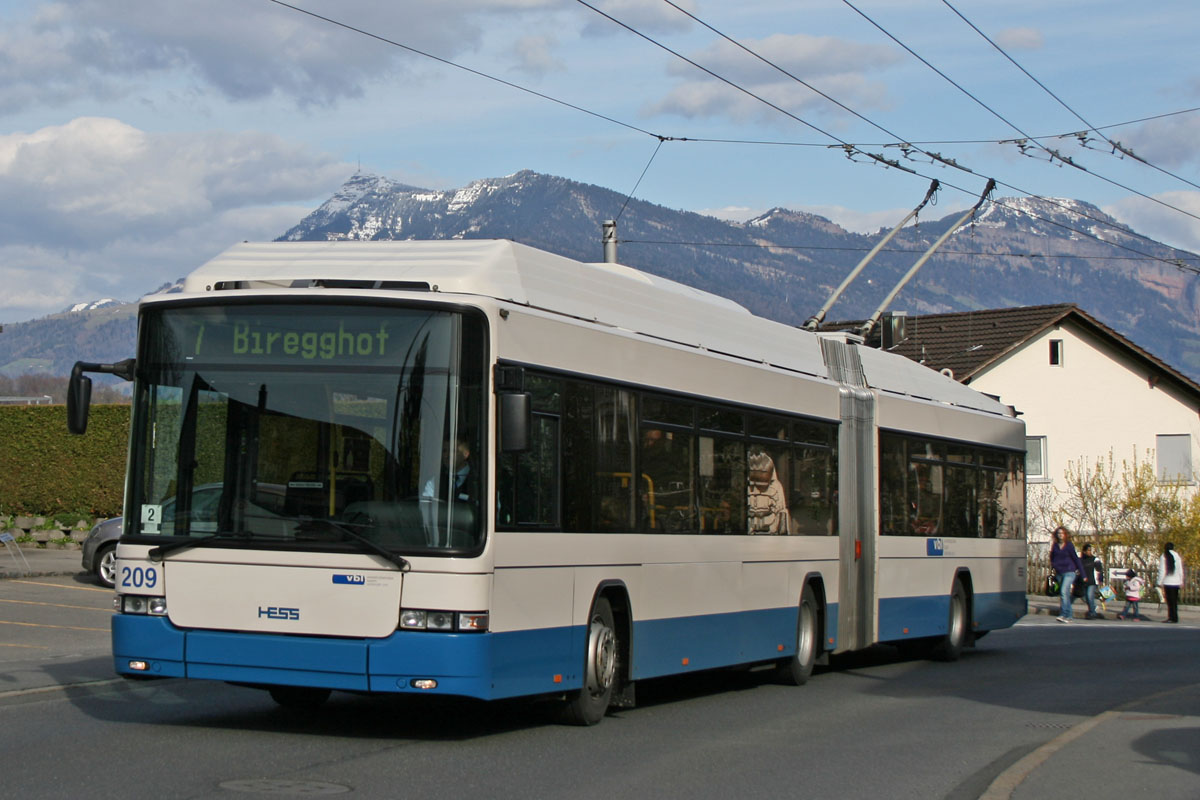
Un Hess Swisstrolley 3 de Lucerne (ancien design)
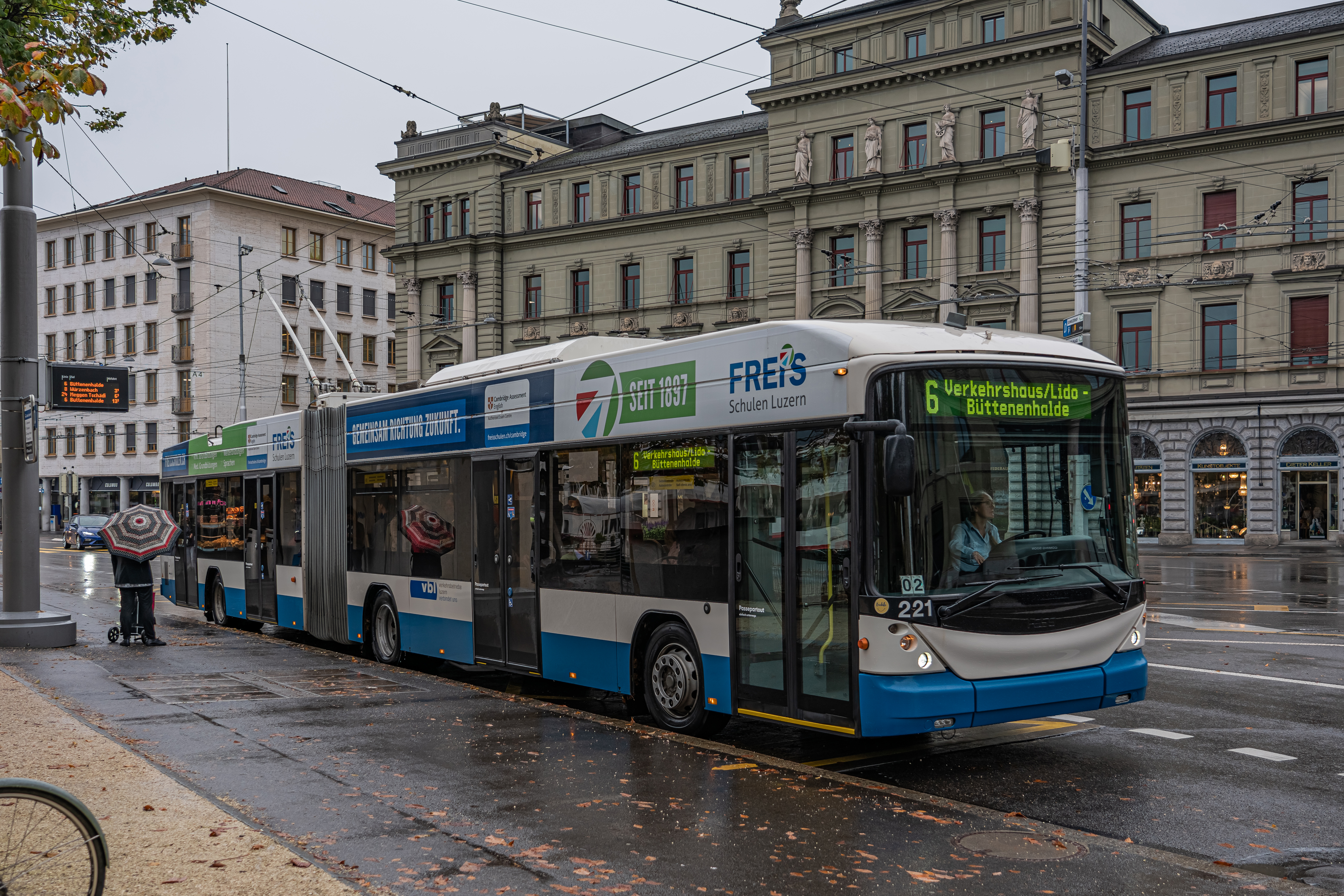
Un Swisstrolley 3 de Lucerne (nouveau design)
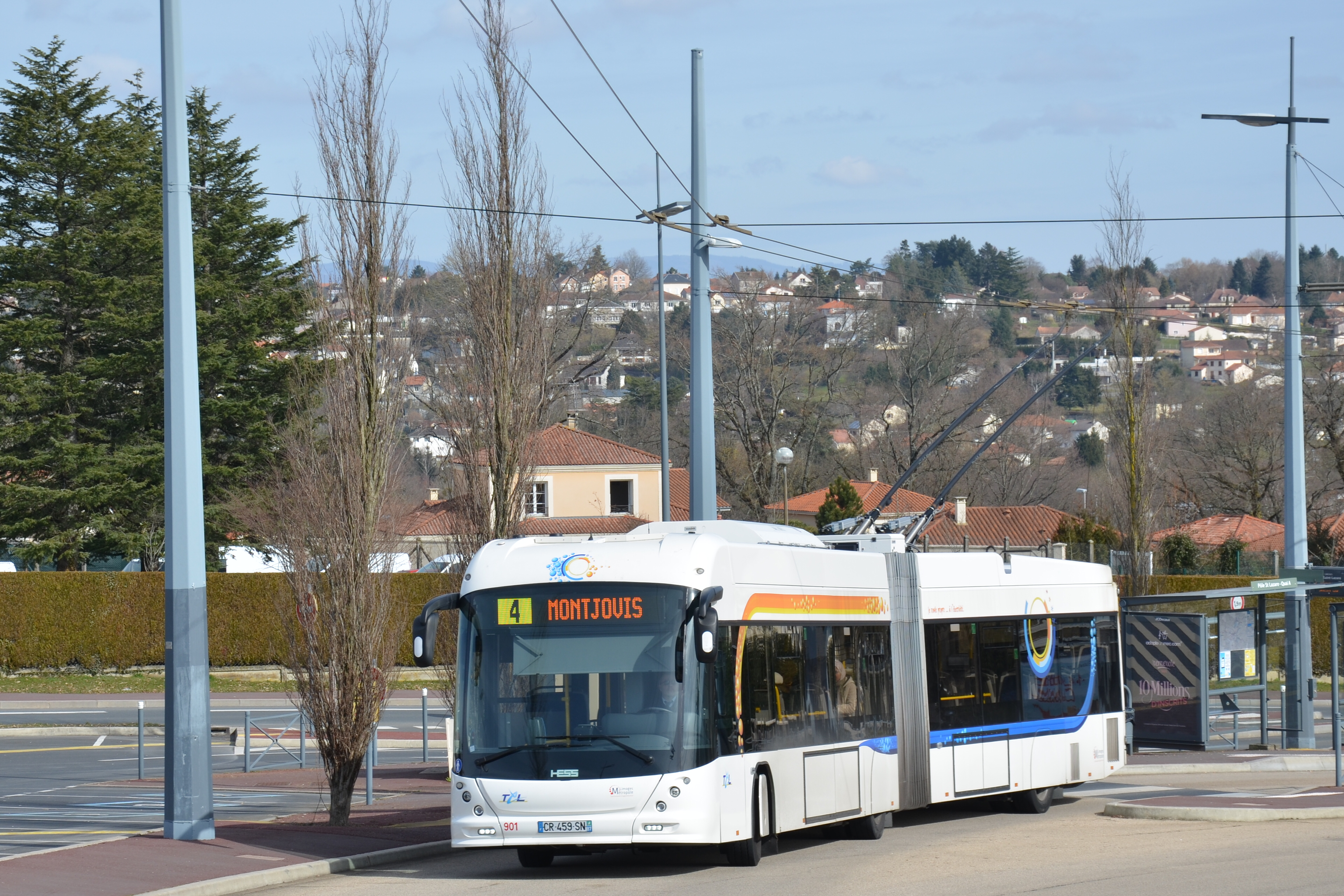
Hess Swisstrolley 4 de Limoges
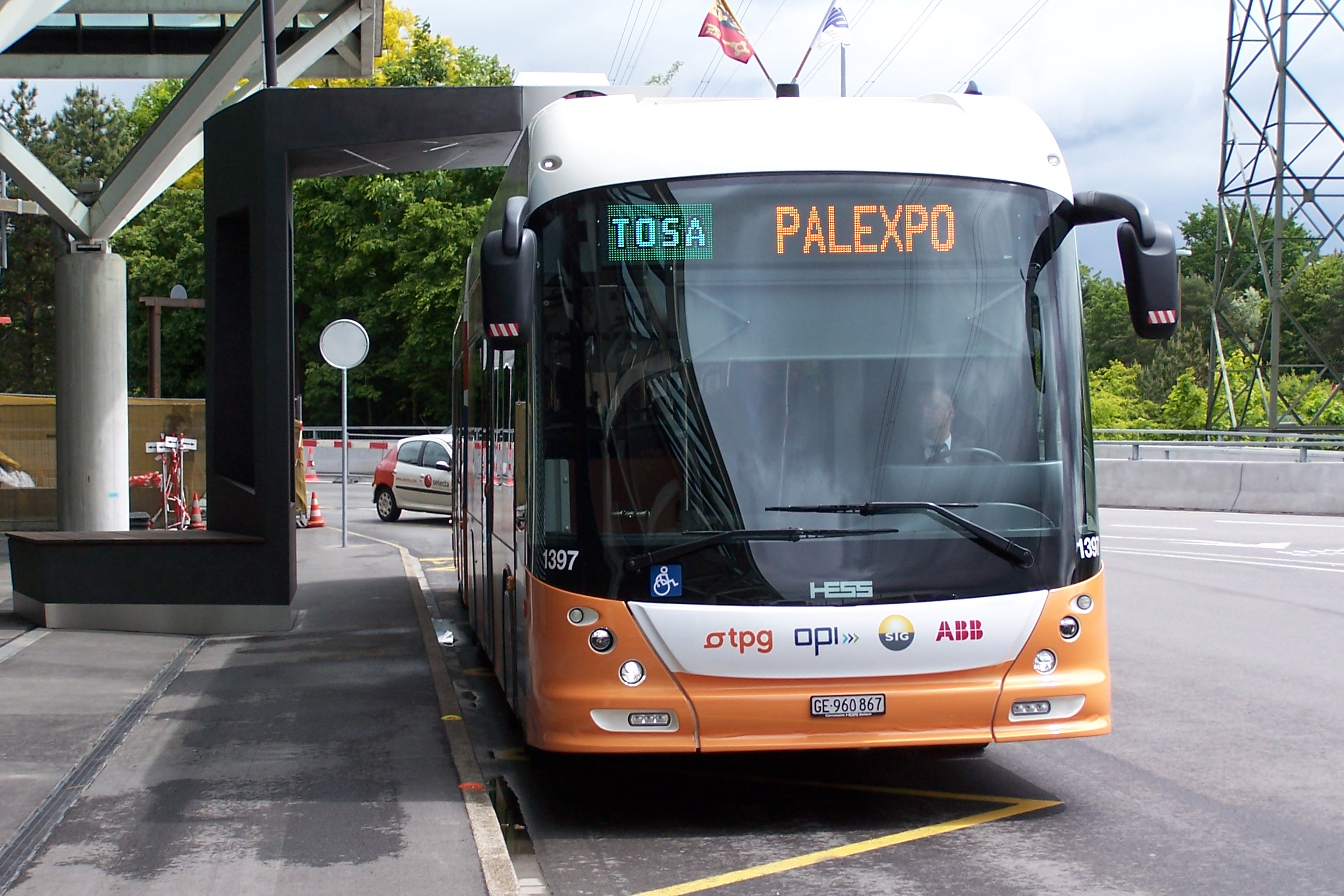
Trolleybus fonctionnant sur le mode Trolleybus optimisation du système d'alimentation (TOSA)
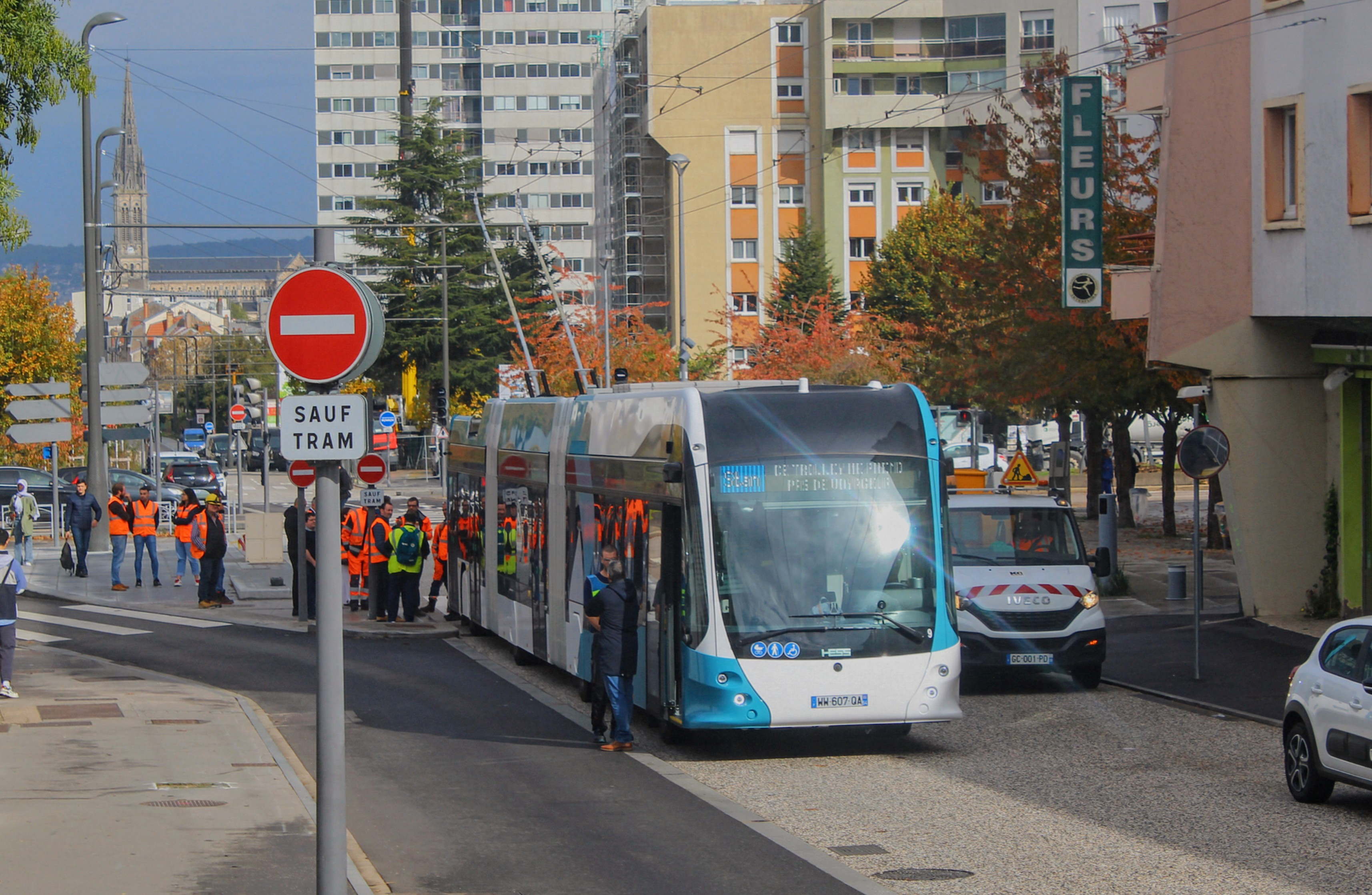
Le trolleybus LighTram de Nancy en essais près de la station Vélodrome à Vandœuvre-lès-Nancy.